# Betty O'Hara
Betty O'Hara (Earl Park, 24 mei 1925 – Los Angeles, 18 april 2000) was een Amerikaanse studio- en jazzmuzikante (zang, (ventiel)trombone, (bas)trompet, bugel, baritonhoorn en Double bell euphonium).

## Biografie
O'Hara begon op 9-jarige leeftijd trompet te spelen en was vergaand autodidact. Haar muziekcarrière begon na de middelbare school, toen ze met een meidenband, geleid door Freddie Shafer in opdracht van de USO, op tournees ging in het midwesten van de Verenigde Staten. In 1947 werd ze lid van de bigband van Al Gentile in Connecticut, waarin ze trompet en ventieltrombone speelde, arrangementen schreef en zong. Ze werkte vervolgens als orkestmuzikante in Hartford (Connecticut), voordat ze in 1960 met haar echtgenoot, de bastrombonist Barrett O'Hara verhuisde naar Zuid-Californië. Daar werkte ze als studiomuzikante voor film- en tv-soundtracks en tv-shows als Hill Street Blues en Magnum, P.I.. Eind jaren 1970 behoorde ze tot de bigband Maiden Voyage, waarmee ze ook optrad bij Johnny Carson. Begin jaren 1980 was ze mede-oprichtster van het vrouwelijke jazzkwintet The Jazzbirds, waartoe ook Stacy Rowles behoorde. Ze trad o.a. ook op tijdens het Monterey Jazz Festival en regelmatig tijdens het Los Angeles Classic Jazz Festival. O'Hara doorstond na 1998 twee beroertes, die haar carrière beëindigden. Op het gebied van de jazz was ze tussen 1968 en 1998 betrokken bij 15 opnamesessies, o.a. bij Bud Freeman, Lenny Carlson, Rick Fay, John Allred en ten laatste met Dick Cary.
Qua stijl bewoog O'Hara zich bij haar eigen producties tussen dixieland, swing, bop en hardbop. Leonard Feather roemde haar vaardigheden als koperblazer (if it has valves, Betty O'Hara will play it) en kenmerkte haar als vriendelijke, melodieuze muzikante en als zangeres met een persoonlijke charme.

## Overlijden
Betty O'Hara overleed in april 2000 op bijna 75-jarige leeftijd.

## Discografie
- 1985: Betty O'Hara & Johnny Varro: Horns A' Plenty met Morty Corb, Gene Estes
- 1999: Woman's Intuition (Sea Breeze Records), met Bob Smalle, Dave Koonse, Putter Smith, Jon O'Hara

- Library of Congress Control Number: nr98016497
- MusicBrainz: 2f14cd6b-18ef-47fc-b5d8-93d497d21134
- Virtual International Authority File: 34369920
- WorldCat: E39PBJfcMX6XRXRGWQM7dv8DMP